# 定风波慢
定风波慢，一作定风波令，词牌名。源于唐教坊曲。

## 宫调
此调有两体。一百字者，柳永词注林钟商，张翥词注商角调。一百五字者，柳永词注夹钟商。

## 词牌格式

### 格一
双调一百字，前段十一句六仄韵，后段十一句七仄韵。
仄平平、仄仄平平，平平仄仄仄仄。仄仄平平，平平仄仄，平仄平平仄。仄平平，仄平仄。平仄平平仄平仄。平仄。仄仄平仄仄，平平平仄。
仄平仄仄。仄平平、仄仄平平仄。仄平平仄仄，平平仄仄，平仄平平仄。仄平平，仄平仄。平仄平平仄平仄。

### 格二
双调一百五字，前段九句四仄韵，后段十一句六仄韵。
仄仄平平，仄仄仄平仄。仄仄仄、仄仄平平，仄仄仄平，仄仄仄平平仄。仄平平仄仄，平平平平仄仄。仄仄仄、平仄平平，平仄平平仄平仄。
平仄。仄仄平平，仄仄平平，仄平仄仄。仄仄仄仄仄，平平仄仄。仄平平仄、仄平平仄。仄平平、仄仄平平，平平仄仄。仄仄平、平仄平仄，仄仄平平仄。

## 例词
自春来、惨绿愁红，芳心是事可可。日上花梢，莺穿柳带，犹压香衾卧。暖酥消，腻云亸，终日厌厌倦梳裹。无那。恨薄情一去，音书无个。
早知恁么。悔当初、不把雕鞍锁。向鸡窗、只与蛮笺象管，拘束教吟课。镇相随，莫抛躲。针线闲拈伴伊坐。和我。免使年少,光阴虚过。——柳永
伫立长堤，澹荡晚风起。骤雨歇、极目萧疏，塞柳万株，掩映箭波千里。走舟车向此，人人奔名竞利。念荡子、终日驱驱，争觉乡关转迢递。
何意。绣阁轻抛，锦字难逢，等闲度岁。奈泛泛旅迹，厌厌病绪，近来谙尽，宦游滋味。此情怀、纵写香笺，凭谁与寄。算孟光、争得知我，继日添憔悴。——柳永